# Анђело Милевој
Анђело Милевој (Лабин, 26. март 1941) бивши је југословенски фудбалер. 

## Биографија
Рођен је 26. марта 1941. године у Лабину. За време своје каријере познат је под надимком „анђео чувар“. Проглашаван је за најбољег бека југословенске лиге две године за узастопно, 1967. и 1968. Скоро целу играчку каријеру провео у Ријеци. За ријечане је играо у периоду од 1963. до 1970. године и одиграо је 174 прволигашких мечева. За тим са Кантриде је наступио једну сезону у Другој савезној лиги (1969/70). Каријеру је наставио у љубљанској Олимпији (1970/72), где је у 37 прволигашких сусрета постигао два гола.
Један је од најуспешнијих играча Ријеке икада, јер је наступио за све три репрезентативне селекције Југославије, у омладинској, Б-селекцији и А-селекцији.
За А репрезентацију Југославије наступио је четири пута. Дебитовао је 18. септембра 1966. против СССР-а (1:2) у Београду, а последњи меч је одиграо 6. новембра 1966. у дебаклу против Бугарске у Софији (резултат 1:6).

## Успеси
- Ријека
  - Друга савезна лига Југославије: 1969/70.